# Duarte Júnior (1980)

Duarte Júnior

Duarte Eustáquio Gonçalves Junior (Mariana, 11 de setembro de 1980), conhecido como Duarte Júnior ou Dú de Mariana, é um empresário e político brasileiro, atualmente filiado ao Republicanos. Foi deputado federal por Minas Gerais por um curto período em 2024, tendo em seguida concorrido ao cargo de prefeito de Ouro Preto nas Eleições Municipais de 2024, tendo ficado em 2º lugar no pleito, atrás do primeiro colocado, Angelo Oswaldo (PV). 

## Biografia
É filho de Duarte Eustáquio Gonçalves e de Maria da Conceição de Vasconcelos Gonçalves. Seu pai foi vereador (1977 - 1982, 1983 - 1988) e presidente da Câmara de Mariana. Seu irmão, Juliano Duarte, é vereador de Mariana, e foi prefeito interino de Mariana.
Iniciou-se na vida política com 16 anos de idade, com um convite do Celso Cota, para que se filiasse ao PSB. É bacharel em direito.
É casado com Regiane Gonçalves, com quem tem 3 filhos.

## Política

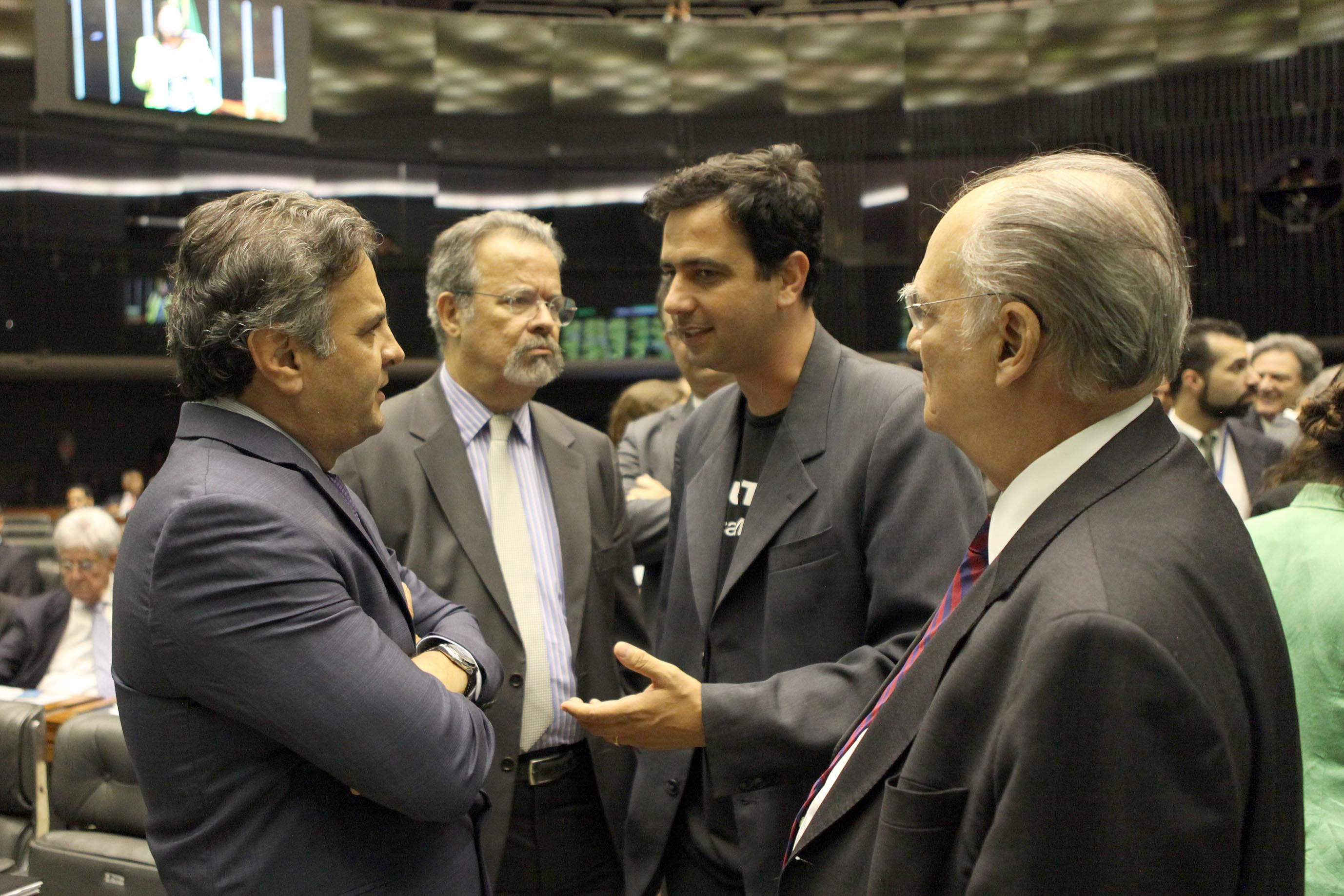
Duarte Júnior, durante sessão do Senado Federal. Ao lado de Aécio Neves e José Sarney.

Em 2000 elegeu-se vereador pelo PL, sendo o vereador mais jovem do país, com 19 anos. Em 2004 candidatou-se a vice-prefeito, pelo PRTB, na chapa de João Ramos, tendo perdido o pleito para Celso Cota. Em 2008 candidatou-se a prefeito, pelo PPS, não tendo sido eleito, perdendo para Roque Camêllo. Em 2012 uniu-se ao Celso Cota, elegendo-se vice-prefeito de Mariana. Acabou assumindo a prefeitura de Mariana, por conta do afastamento do prefeito. Foi reeleito em 2016, com incríveis 74,34% dos votos.
Seu governo ficou marcado por duas grandes crises: o rompimento da barragem do Fundão, crime ambiental da Vale ocorrida em Bento Rodrigues, e a pandemia da Covid-19.

### Processos administrativos e eleitorais
Em 2023 foi condenado, conjuntamente a sua esposa, que era Secretária do Desenvolvimento Social em sua gestão, por improbidade administrativa, o casal foi considerado culpado por desviar material de construção destinado ao uso público para beneficiar terceiros e por fraudar uma concessão com o intuito de favorecer determinados candidatos. Anteriormente, Duarte Júnior já tinha perdido seus direitos políticos por 5 anos, por licitações fraudulentos.

### Deputado Federal
Em 27 de fevereiro de 2024, assumiu uma cadeira no Congresso Nacional, substituindo Euclydes Pettersen.

### Candidato a Prefeito de Ouro Preto
Duarte Júnior concorreu ao cargo de prefeito na Eleição Municipal de Ouro Preto em 2024, o pleito se mostrou disputado e acirrado, contando com a participação do atual mandatário, Ângelo Oswaldo. Duarte  Júnior ficou em segundo lugar no pleito, com 20.273 votos (44,89%) contra os 21.051 (46,62%) de Ângelo.